# FK Osogovo
FK Osogovo (mak.: ФК Осогово) je nogometni klub iz Kočana, Sjeverna Makedonija. U sezoni 2017/2018 se natječe u Makedonskoj drugoj ligi. Utakmice igra na stadionu "Nikola Mantov" (gradski stadion Kočani, kapaciteta 5000 gledatelja). Klupske boje su žuta i plava. Navijači kluba zovu se "Sejmeni".

## Povijest
Klub je osnovan 1924. godine, jedan je od najstarijih makedonskih nogometnih klubova.

## Vanjske poveznice
- Službena stranica kluba  Arhivirana inačica izvorne stranice od 7. ožujka 2018. (Wayback Machine) (mak.)
- Službena stranica Nogometne federacije Makedonije